# دوم‌لو (کاهتا)
دوم‌لو (به ترکی استانبولی: Dumlu) (به کردی: Honî) یک منطقهٔ مسکونی کردنشین در ترکیه است که در کاهتا واقع شده‌است.